# George Francis Atkinson

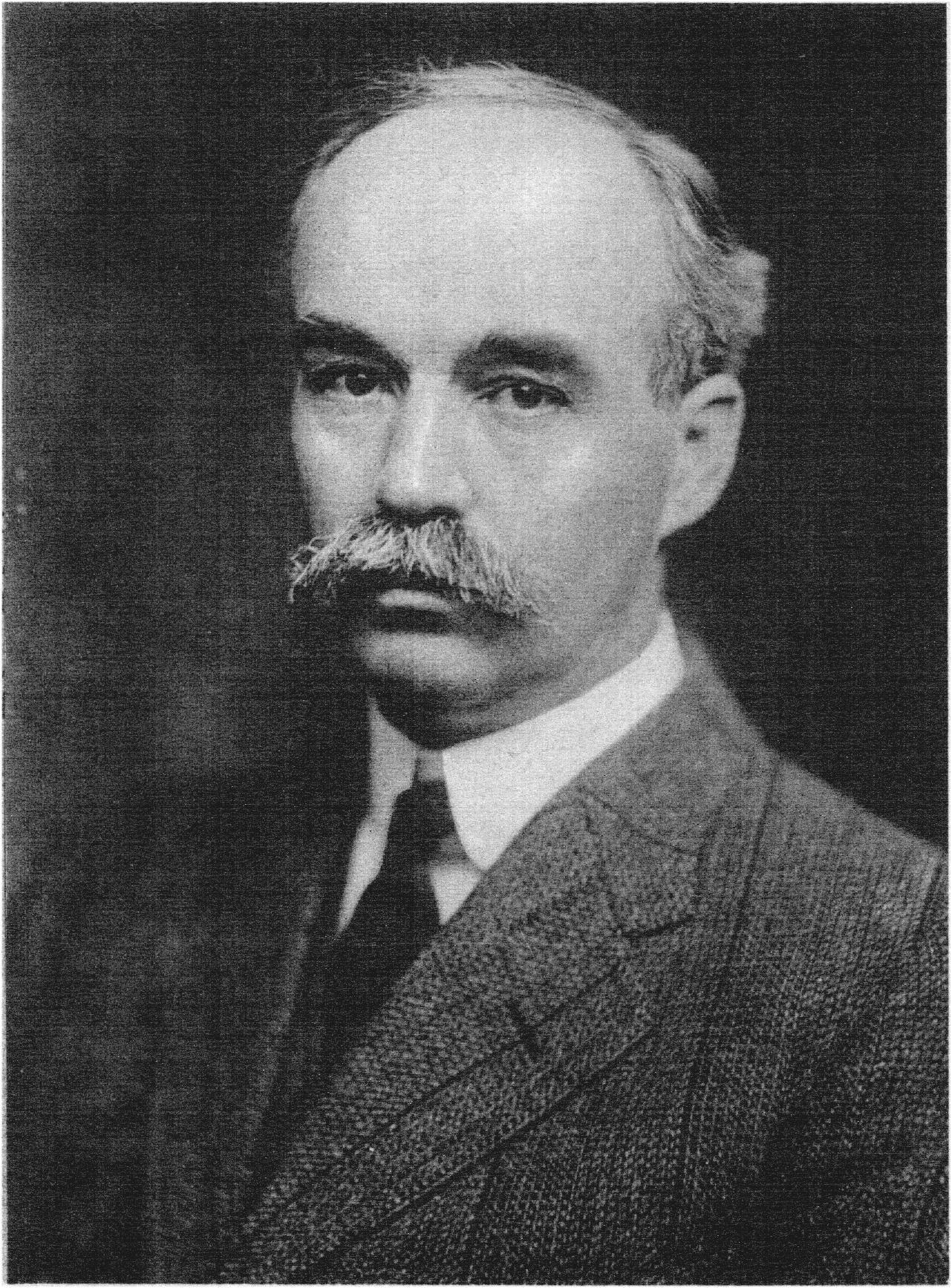
George Francis Atkinson nel 1825, circa

George Francis Atkinson (Raisinville, 26 gennaio 1854 – Tacoma, 14 novembre 1918) è stato un botanico, micologo e aracnologo statunitense.

## Biografia
Nacque a Raisinville (Michigan) da Joseph Atkinson e Josephine Fish.
Dal 1878 al 1883 frequentò l'Olivet College e nel 1884 si trasferì alla Cornell University dove si laureò nel 1885; nello stesso anno ebbe l'incarico di assistente di entomologia e zoologia generale alla University of North Carolina (UNC), dove diventò successivamente professore associato.
Nel 1887 sposò Elizabeth S. Kerr, figlia di W. C. Kerr.
Nel 1888 lasciò l'UNC per diventare professore di botanica e zoologia alla University of South Carolina (USC).
Nel 1889 lasciò anche l'USC per diventare professore di biologia e botanica all'Alabama Polytechnic Institute dove si interessò di patologia vegetale.
Nel 1892 ritornò alla Cornell come assistente di botanica, e dove fece una rapida carriera diventando preside del dipartimento nel 1896; restò in carico alla Cornell University Agricultural Experiment Station fino al 1906.
Nel 1907 fu nominato primo presidente della Botanical Society of America.
Morì di polmonite in ospedale a Tacoma (Washington) il 14 novembre 1918.

## Campo di studi
Atkinson ha identificato una buona parte della flora micologica americana. Egli fu anche ricercatore e pubblicò su: Botanical Gazette, Botanisches Centralblatt, Centralblatt für Bacteriologie und Parasitenkunde, e The New Systematic Botany of North America.
Si occupò anche di aracnologia, fra il 1886 e il 1890 scrisse alcune pubblicazioni sui ragni della famiglia Cyrtaucheniidae.

## Pubblicazioni
Di seguito si elencano alcune pubblicazioni di Atkinson:
- (1886) "Descriptions of some new trapdoor spiders; their nests and food habits" su Ent. Amer. 2, pp.109-117, pp.128-137
- (1888) "New instances of protective resemblance in spiders" su Amer. Natural. 2, pp.545-546.
- (1908) "A parasitic alga, Rhodochytrium spilanthidis Lagerheim, in North America" in Botanical Gazette 46 pp. 299 - 301
- (1908) "Observations on Polyporus lucidus Leys. and some of its allies from Europe and North America" in Botanical Gazette 46:5 pp. 321 - 338
- (1909) "Some problems in the evolution of the lower fungi" in Annales Mycologici (Annals of Mycology) 7 pp. 441 - 472
- (1909) "Some fungus parasites of algae" in Botanical Gazette 48 pp. 321 - 338
- (1915) "Phylogeny and relationships in the Ascomycetes" in Annals of the Missouri Botanical Garden 2:1 pp. 315 - 376
- (1918) "Six misunderstood species of Amanita" in Memoirs of the Torrey Botanical Club 17 pp. 246 - 252
- (1918) "The genus Endogone" in Memoirs of the Brooklyn Botanical Garden 1 pp. 1 - 17
- (1918) "Charles Horton Peck" in Botanical Gazette 65 pp. 103 - 108
- (1918) "The genus Galerula in North America" in Proceedings of the American Philosophical Society 57 pp. 357 - 374
- (1918) "Preliminary notes on some new species of agarics" in Proceedings of the American Philosophical Society 57:4 pp. 354 - 356
- (1918) Collybia campanella Peck, and its near relatives in the Eastern United States

## Specie di funghi classificate
- Amanita albocreata (G. F. Atkinson) E. J. Gilbert
- Amanita bisporigera G. F. Atkinson
- Amanita brunnescens G. F. Atkinson
- Amanita flavoconia G. F. Atkinson
- Amanita flavorubescens G. F. Atkinson
- Amanita pachysperma G. F. Atkinson
- Amanita pantherina var. velatipes (G. F. Atkinson) D. T. Jenkins
- Bolbitius variicolor G. F. Atkinson
- Galerina tibicystis (G. F. Atkinson) R. Kühner
- Paxillus corrugatus G. F. Atkinson
- Pluteus flavofuligineus G. F. Atkinson
- Psathyrella rugocephala (G. F. Atkinson) A. H. Smith
- Xerula rugosoceps (G. F. Atkinson) Redhead, Ginns & Shoemaker